# Cima Sette Selle
La Cima Sette Selle (2.396 m s.l.m.) è una montagna delle Dolomiti di Fiemme in Trentino.

## Descrizione
La montagna è collocata alla testata della Valle dei Mòcheni.

## Salita alla vetta
Si può salire sulla vetta partendo da Palù del Fersina e passando dal Rifugio Sette Selle.